# Гитио
Гитио (на гръцки: Γύθειο, катаревуса Γύθειον, Гитион) е градче в Република Гърция, област Пелопонес, център на дем Източен Мани. Гитио има население от 4489 души.

## Личности
Родени в Гитио
- Василис Петропулакис (1930 - 2018), гръцки политик
- Дзанис Дзанетакис (р.1927), гръцки политик
- Константинос Буковалас (1877 – 1932), гръцки андартски капитан
- Константинос Скордакос, гръцки революционер, деец на въоръжената пропаганда в Македония[1]
- Леонидас Петропулакис (1880 – 1906), гръцки андартски капитан
- Павлос Манакос, гръцки революционер, деец на въоръжената пропаганда в Македония[2]